# Amadou Gaoh
Amadou Gaoh (* 1925 in Matankari; † 30. Oktober 2015) war ein nigrischer Politiker.

## Leben
Amadou Gaoh stammte aus einer Familie traditioneller Herrscher. Er besuchte die von der französischen Kolonialverwaltung betriebenen Grundschulen in Maradi und Dosso sowie die höhere Grundschule in Niamey. Er diplomierte 1946 an der École normale William Ponty. Er diente danach bei den Tirailleurs sénégalais und begann parallel bei der staatlichen Finanzverwaltung in Niamey zu arbeiten.
Als Mitglied der Nigrischen Fortschrittspartei wurde Gaoh 1957 und erneut 1958 im Kreis Dogondoutchi in die nigrische Territorialversammlung gewählt, die Vorgängerin der Nationalversammlung, der er bis 1974 als Abgeordneter angehörte. Dort arbeitete er vor allem in Ausschüssen zu Finanzen und Wirtschaft und engagierte sich in interparlamentarischen Organisationen. Er wirkte ferner als Président-directeur général der staatlichen Unternehmen Société Nigérienne d’Urbanisme et de Construction Immobilière (SONUCI) und Société Nigérienne de Commercialisation de l’Arachide (SONARA).
Nach dem Staatsstreich von Seyni Kountché gegen Präsident Hamani Diori im Jahr 1974 arbeitete Amadou Gaoh im Finanzministerium. Dort ging er 1980 in den Ruhestand. 1981 wurde er als Nachfolger seines Bruders Soumana Gaoh zum Kantonschef von Dogondoutchi mit dem traditionellen Titel sarkin Aréwa bestimmt. Dieses Amt hatte er 34 Jahre lang bis zu seinem Tod 2015 inne. Er gehörte ferner dem Weisenrat an, der 1996 nach dem Staatsstreich von Ibrahim Baré Maïnassara einberufen wurde.
Amadou Gaoh hatte 15 Kinder. Er wurde in Matankari bestattet. Sein Nachfolger als sarkin Aréwa wurde 2018 Amadou Sabo.

## Ehrungen
- Kommandeur des Nationalordens Nigers (2012)[4]